# Hippolyte Fiodorovitch Bogdanovitch
Ippolit Fiodorovitch Bogdanovitch, en ukrainien : Іполит Федорович Богданович, né le 3 janvier 1744 à Perevolochna et mort le 18 janvier 1803 à Koursk, est un poète ukrainien.
Poète classique et rococo, « l’Anacréon de la Russie » est surtout connu pour son long poème Douchenka (1778).

## Biographie
Fils d’un petit propriétaire terrien, il se montre doué et commence à écrire, dès sa plus tendre enfance, des poèmes qu’il publiera dès l'âge de 14 ans. Initialement destiné à l’étude et à la carrière du génie militaire, il est éduqué à l’Académie Mohyla de Kiev (d). Monté à Moscou, en 1754, il est cadet à l’École de justice tout en étudiant à l’École de mathématiques du Sénat. En 1757, la pompe d’une représentation théâtrale à laquelle il avait assisté l’ayant tellement enchanté qu’il n’a plus voulu s’occuper que de poésie, il demande au linguiste, poète, dramaturge et écrivain Mikhaïl Kheraskov de le faire entrer dans la troupe de théâtre de l’université Lomonossov, dont il était directeur. Au lieu d’accéder à sa demande, Kheraskov l’installe chez lui et l’inscrit au gymnase universitaire, où il achève ses études et développe son talent pour la poésie.
Devenu le protégé de Kheraskov, il est transféré, en 1761, à l’université et nommé inspecteur des classes de l’université. En 1762, à l’avènement au trône de l’impératrice Catherine II, il est membre de la commission des préparatifs des cérémonies, et chargé de composer les inscriptions des arcs de triomphe. L’année suivante, par la protection de la princesse Baschkof, il est affecté comme traducteur à l’état-major du comte Panine. La même année, en 1863, il publie l’un de ses premiers ouvrages, Félicité parfaite, poème en trois chants, et commence à servir au Collège des Affaires étrangères, en 1764.
À la même époque, il rédige un journal sous le titre d’Occupation innocente, dans lequel il publie des morceaux de sa composition. Il fait également paraitre ses traductions de différents ouvrages de Voltaire, et surtout plusieurs passages du Poème sur le désastre de Lisbonne. Nommé, en 1766, secrétaire de l’ambassade de Russie près la cour de Saxe à Dresde, il se livre tout entier aux arts, et compose sa Douchenka qu’il publie à Saint-Pétersbourg en 1773. Imité des Amours de Psyché et de Cupidon de La Fontaine, Douchenka dépeint les aspirations de l’âme vers l’amour, avec un côté comique adapté à un sujet russe, et écrit en vers libres. Première poésie légère russe, ce poème, qui a connu 15 éditions jusqu'en 1841, a été considéré par les Russes comme l’un des meilleurs de leur littérature. Il a inspiré Karamzine, Batiouchkov et Joukovski, prédécesseurs de Pouchkine, qui l’a beaucoup lu dans sa jeunesse et abondamment cité dans Eugène Onéguine, avant de s’en détourner.
Revenu de Dresde, en 1765, il se consacre entièrement aux lettres ; il traduit plusieurs articles de l’Encyclopédie, l’Histoire des révolutions romaines de Vertot, le Projet de paix perpétuelle de M. l’abbé de Saint-Pierre de Rousseau, etc. ; l’ode de Michelangelo Gianetti à Catherine II, qui lui vaut d’être remarqué par celle-ci, qui lui commande deux pièces pour le théâtre de l'Ermitage, la Joie de Douchenka (1786) et les Slaves (1787), qui échoueront toutes deux. On a encore de lui un Tableau historique de la Russie et des Poésies mêlées. À partir de septembre 1775, il publie le Bulletin de Saint-Pétersbourg et il dirige, de 1775 à 1782, le Sankt-Peterburgskie Vedomosti.
Employé, à partir de 1780, aux Archives d’État de Saint-Pétersbourg, il en sera le directeur à partir de 1788, ce qui lui laisse beaucoup de temps pour ses traductions. À sa retraite, en 1796, il s’est retiré à Soumy, avant de s’installer à Koursk, en 1798, où il a passé les dernières années de sa vie. Enterré au cimetière de Kherson, un monument représentant Psyché a été érigé sur sa tombe, en 1834.